# النمو في مرحلة البلوغ
يتضمن النمو في مرحلة البلوغ التغيرات البيولوجية والنفسية التي تطرأ على الكائنات البشرية من نهاية فترة المراهقة إلى نهاية حياة الفرد. قد تكون هذه التغيرات تدريجية أو سريعة، وقد تعكس اختلافات إيجابية أو سلبية أو قد لا تختلف عن مستويات الأداء السابقة. تحدث التغيرات على المستوى الخلوي ويتم تفسيرها جزئيًا بالنظريات البيولوجية للنمو في مرحلة البلوغ والشيخوخة. تؤثر التغيرات البيولوجية على النمو النفسي والشخصي/الاجتماعي، والتي تتحدد غالبًا بالنظريات المرحلية للتنمية البشرية. تركز النظريات المرحلية عادةً على المهام التنموية «المقترنة بالعمر» التي يتعين تحقيقها في كل مرحلة. 
اقترح إريك إريكسون وكارل يونغ النظريات المرحلية للتنمية البشرية التي تشمل كامل فترة الحياة، وركزا على إمكانية حدوث تغيير إيجابي في وقت متأخر للغاية من الحياة.
لمفهوم البلوغ تعاريف قانونية واجتماعية ثقافية. التعريف القانوني للشخص البالغ هو الشخص الذي بلغ السن التي يعتبر فيه مسؤولًا عن أفعاله، وبالتالي يُحاسب عليها بشكل قانوني. يشار إلى هذا باسم سن البلوغ، والذي يبدأ من العمر 18 في معظم المجتمعات، على الرغم من اختلافه بين الأعمار 16 و 21. يستند التعريف الاجتماعي والثقافي للبلوغ إلى الفرد الذي يحقق المعايير النموذجية التي تتطلبها الثقافة في مرحلة البلوغ، والتي بدورها تؤثر على حياة الفرد ضمن تلك الثقافة. قد يتزامن أو لا يتزامن مع التعريف القانوني. تركز الآراء الحالية حول النمو في فترة البلوغ في أواخر العمر على مفهوم الشيخوخة الناجحة، والذي يعرّف بـ «احتمالية ضعيفة للإصابة بالأمراض والإعاقة الناجمة عن الأمراض، والقدرة الوظيفية المعرفية والجسدية العالية، والمشاركة النشطة في الحياة».
ترى النظريات الطبية الحيوية أنه يمكن للمرء التقدم في العمر بشكل جيد من خلال الاهتمام بصحتة البدنية وتقليل الخلل الوظيفي إلى الحد الأدنى، في حين تفترض النظريات النفسية الاجتماعية أن الاستفادة من الموارد الاجتماعية والمعرفية، مثل السلوك الإيجابي أو الدعم الاجتماعي من الجيران والأصدقاء، هو مفتاح الشيخوخة الصحية. تعد جين لوي كالمينت مثالًا عن الشيخوخة الناجحة كونها عاشت أطول مدة على الإطلاق، وماتت في عمر 122 عامًا. يمكن أن تعزى حياتها الطويلة إلى جيناتها الخاصة (عاش كلا والديها حتى الثمانينات من العمر) ونمط حياتها النشط ونفسيتها المتفائلة. مارست العديد من الهوايات والأنشطة البدنية واعتقدت أن الضحك ساهم في طول عمرها. أضافت زيت الزيتون على كل أطعمتها وعلى بشرتها، واعتقدت أنه ساهم أيضًا في طول حياتها والحفاظ على مظهرها الشاب.

## الأمراض المرتبطة بالشيخوخة
نظرًا إلى أن البالغين يخضعون لمجموعة متنوعة من التغيرات الجسدية التي تسبب تدهور الصحة، فمن المحتمل أن يزيد خطر إصابتهم بمجموعة متنوعة من الأمراض الجسدية والعقلية على حد سواء.
- السرطان

وجد العلماء رابطًا هام بين الشيخوخة والسرطان. وأُثبت أن أغلب حالات الإصابة بالسرطان تحدث لدى الأشخاص الذين تجاوزت أعمارهم 50 عامًا. قد يكون هذا بسبب ضعف الجهاز المناعي مع التقدم في السن أو نتيجة مجموعة من العوامل المشتركة. توجد مجموعة متنوعة من الأعراض المرتبطة بالسرطان، وعادةً ما تكون الكتل أو الأورام مؤشرات للسرطان. يستخدم الإشعاع والعلاج الكيميائي، وفي بعض الحالات الجراحة، لعلاج للسرطان.
- التهاب المفاصل

تعتبر هشاشة العظام إحدى أكثر الأمراض شيوعًا بين البالغين عند تقدمهم في العمر. على الرغم من وجود مجموعة متنوعة من أنواع التهابات المفاصل، إلا أنها تشمل أعراضًا متشابهة جدًا: آلامًا في المفاصل، وتصلب المفاصل وآلامًا مستمرة فيها، وصعوبة في تحريك المفاصل.
- أمراض القلب والأوعية الدموية

وُجد أن الشيخوخة تزيد من احتمال خطر الإصابة بأمراض القلب والأوعية الدموية. ووُجد أن ارتفاع ضغط الدم وارتفاع الكوليسترول في الدم يزيدان من احتمال الإصابة بأمراض القلب والأوعية الدموية  والتي توجد أيضًا بشكل شائع لدى البالغين الأكبر سنًا. تشمل أمراض القلب والأوعية الدموية مجموعة متنوعة من الأمراض القلبية التي قد تحدث نوبة قلبية أو غيرها من المشاكل المتعلقة بالقلب. عادةً ما يُنصح بالأكل الصحي وممارسة التمارين الرياضية وتجنب التدخين للوقاية من أمراض القلب والأوعية الدموية.
- الجهاز المناعي

تصبح العدوى سهلة الحدوث مع التقدم في السن، إذ يضعف الجهاز المناعي ويصبح أقل فعالية. تغير الشيخوخة أيضًا من استجابة الجهاز المناعي للعدوى، ما يجعل اكتشاف العدوى الجديدة ومهاجمتها أكثر صعوبة. بشكل عام، يزيد احتمال ضعف الجهاز المناعي كلما تقدم الفرد في السن.

## تكوّن الأعصاب والمرونة العصبية في مرحلة البلوغ
تتشكل الخلايا العصبية الجديدة باستمرار من الخلايا الجذعية في أجزاء من الدماغ البالغ طوال مرحلة البلوغ، تسمى هذه العملية تكون النسيج العصبي للبالغين. يُعتبر الحصين المنطقة الدماغية الأكثر نشاطًا في تكوين الخلايا العصبية. تظهر الأبحاث أن الحصين ينتج آلافًا من الخلايا العصبية الجديدة كل يوم. يتغير المخ باستمرار وتتجدد تشابكاته طوال فترة البلوغ، تسمى هذه العملية بالمرونة العصبية. تشير الدلائل إلى أن الدماغ يتغير استجابة للحمية والتمرينات والبيئة الاجتماعية والإجهاد وتناول المواد السامة. تؤثر هذه العوامل الخارجية نفسها أيضًا على التعبير الجيني طوال فترة حياة البالغين؛ وهي ظاهرة تعرف باسم التكيف الجيني.